# Ceratomerus oreas
Ceratomerus oreas är en tvåvingeart som beskrevs av Sinclair 2003. Ceratomerus oreas ingår i släktet Ceratomerus och familjen Brachystomatidae. Inga underarter finns listade i Catalogue of Life.